# Я важу 300 кг
Я важу 300 кг (англ. My 600-lb Life) — американське реаліті-шоу, яке транслюється на телеканалі TLC з 2012 року. Кожен епізод розповідає про рік життя людей із патологічним ожирінням, які зазвичай починають епізод із вагою щонайменше 270 кілограм (600 фунтів) і документує їхні спроби зменшити свою вагу до здорового рівня. Нові епізоди під назвою «Де вони зараз?» розповідають про одного або кількох попередніх пацієнтів, починаючи через рік чи більше після виходу в ефір оригінальних епізодів.
Пацієнти перебувають під наглядом х'юстонського хірурга Юнана Ноузарадана (його часто називають «доктором Ноу»). Спочатку вони намагаються самостійно схуднути, дотримуючись суворої дієти, а потім, залежно від прогресу пацієнта, лікар може запропонувати шунтування шлунка, хірургічне втручання або рукавну гастректомія для подальшого сприяння зниженню ваги.

## Концепція
Цей серіал спочатку був мінісеріалом із п'яти частин, у якому брали участь чотири пацієнти з патологічним ожирінням. Через його популярність були зняті нові епізоди, в тому числі ретроспектива «Де вони зараз?» в 4 сезоні, яка розповідає про попередніх пацієнтів, щоб відстежити їхній шлях до схуднення через місяці або роки після баріатричної операції.
У 1 сезоні зйомки процесу схуднення пацієнтів тривали протягом семи років (2004—2011). Починаючи з 2 сезону, пацієнтів знімали лише один рік. У 8 сезоні історії окремих пацієнтів знімали лише 6 місяців.
Починаючи з 5 сезону, нові епізоди тривали дві години замість однієї. До цього стільки тривали «Історія Мелісси» (яка складалася з двох частин) та «Історія Лупе». Підсумкові епізоди під назвою «Supersized» і «Extended», які включають додаткові факти та кадри відповідно, також транслювалися протягом цього сезону.

## Підсумкові результати
Чотирнадцять пацієнтів померли з моменту появи в шоу.
- Генрі Футс, який був показаний у першому сезоні шоу, помер від хвороби, не пов'язаної з його вагою, 16 травня 2013 року.[4][5]
- Шон Міллікен, який згадувався в четвертому сезоні шоу, помер 17 лютого 2019 року від зупинки серця через інфекцію, що спричинена поганою гігієною, після того як він набрав понад 150 фунтів за попередні чотири тижні. Йому було 29 років.[6]
- Джеймс Кінг, учасник п'ятого сезону шоу, помер 3 квітня 2020 року від поліорганної недостатності через ожиріння у віці 49 років.[7][8]
- Джеймс «LB» Боннер, який був представлений у шостому сезоні шоу, покінчив життя самогубством 2 серпня 2018 року у віці 30 років.[9]
- Ліза Флемінг, учасниця шостого сезону, померла від невідомої хвороби 23 серпня 2018 року, яка не була пов'язана з її вагою, у віці 50 років.[10]
- Роб Бухель, також показаний у шостому сезоні, переніс смертельний серцевий напад 15 листопада 2017 року під час зйомок шоу, перебуваючи в лікарні у Х'юстоні.[11] Смерть Бухеля була першою під час відповідного епізоду пацієнта. Бухелю на момент смерті був 41 рік.
- Келлі Мейсон, учасниця сьомого сезону шоу, померла 15 лютого 2019 року від серцевої недостатності у віці 41 року. Смерть Мейсона була другою в серії, про яку йдеться у відповідному епізоді про пацієнта.[12]
- Коліза Макмілліан, яка знялася у восьмому сезоні шоу, померла 22 вересня 2020 року після двотижневого лікування у відділенні інтенсивної терапії через гостру ниркову недостатність та інші ускладнення, пов'язані з операцією зі схуднення. Їй був 41 рік.[13]
- Рене Біран, яка знялася в шостому сезоні шоу, померла 14 травня 2021 року. Їй було 56 років.[14]
- Джина Краслі, яка знялася у восьмому сезоні шоу, померла 1 серпня 2021 року. Їй було 30 років.[15]
- Ешлі Рендалл, яка знялася в першому сезоні шоу, померла від сепсису, ускладнень, пов'язаних із сепсисом, і пневмонії 2 жовтня 2021 року. Їй було 40 років.[16][17]
- Лаура Енн Перес, яка знялася в третьому сезоні серіалу, померла 17 листопада 2021 року. Їй було 48 років.[18]
- 8 лютого 2022 року у віці 31 року помер Дестіні ЛаШаї, перша відкрита трансгендерна особа в серіалі, яка з'явилася в сьомому сезоні шоу. Хоча причина смерті не була розкрита, ЛаШаї та її родина заявили, що вона боролася з депресією та суїцидальними думками.[19][20]
- Анджела Гутьєррес, яка знялася в сьомому сезоні шоу, померла 21 березня 2023 року. Їй було 49 років.[21]

## Спін-оффи
Починаючи з січня 2015 року, TLC почав транслювати Я важу 300 кг: Де вони зараз? (англ. My 600-lb Life: Where Are They Now?). Мета цього спін-оффу полягала в тому, щоб повідомити глядачам про те, як схудли люди, які брали участь у попередніх сезонах. Станом на 2021 рік сім сезонів продовження шоу «Де вони зараз?» вийшли в ефір.
У 2016 році почав транслюватися другий спін-офф, Підтягнута шкіра (англ. Skin Tight), який показує людей, які борються із зайвою шкірою, що залишається після успішного схуднення. Доктор Ноузарадан працює разом з іншими пластичними хірургами.

## Невдалі судові процеси
У 2018 році низка ЗМІ повідомили, що кілька колишніх пацієнтів доктора Новзарадана, який з'явився в серіалі, і сім'я одного пацієнта, Л. Б. Боннера, який покінчив життя самогубством, подали позови проти Megalomedia, яка створила цей серіал, звинувачуючи їх у недбалості та стверджуючи, що компанія не покрила обіцяні витрати на лікування. Позивач Дестіні ЛаШаї, перша трансгендерна учасниця, яка з'явилася на шоу, подала до суду на шоу після того, як стверджувала, що воно не забезпечує лікування психічного здоров'я, яке було обіцяне. Вона померла 8 лютого 2022 року після публікації повідомлень у соцмережах, «які свідчать про її депресію та, можливо, суїцидальні думки».
Загалом було подано десять позовів, які 20 травня 2020 року були об'єднані в одне провадження. Megalomedia подали запит на рішення у спрощеному порядку, але воно було відхилено через те, що суддя не виніс рішення щодо їхнього клопотання протягом терміну, передбаченого законодавством Техасу. Megalomedia оскаржила їхнє клопотання в апеляційному суді.
14 квітня 2022 року всі десять позовів були відхилені 13-м апеляційним судом Техасу.

## Огляд серій
| Сезон | Епізодів | Епізодів | Дата ефірів      | Дата ефірів     |
| Сезон | Епізодів | Епізодів | Перший ефір      | Останній ефір   |
| 1     | 6        | 6        | 1 лютого 2012    | 26 березня 2012 |
| 2     | 8        | 8        | 7 січня 2014     | 25 лютого 2014  |
| 3     | 10       | 10       | 7 січня 2015     | 8 квітня 2015   |
| 4     | 12       | 12       | 6 січня 2016     | 18 травня 2016  |
| 5     | 14       | 14       | 4 січня 2017     | 16 квітня 2017  |
| 6     | 16       | 16       | 3 січня 2018     | 9 травня 2018   |
| 7     | 20       | 20       | 2 січня 2019     | 15 травня 2019  |
| 8     | 16       | 16       | 1 січня 2020     | 15 квітня 2020  |
| 9     | 13       | 13       | 30 грудня 2020   | 24 березня 2021 |
| 10    | 15       | 15       | 3 листопада 2021 | 9 лютого 2022   |
| 11    | 8        | 8        | 1 лютого 2023    | Невідомо        |

List of My 600-lb Life episodes